# 官將首

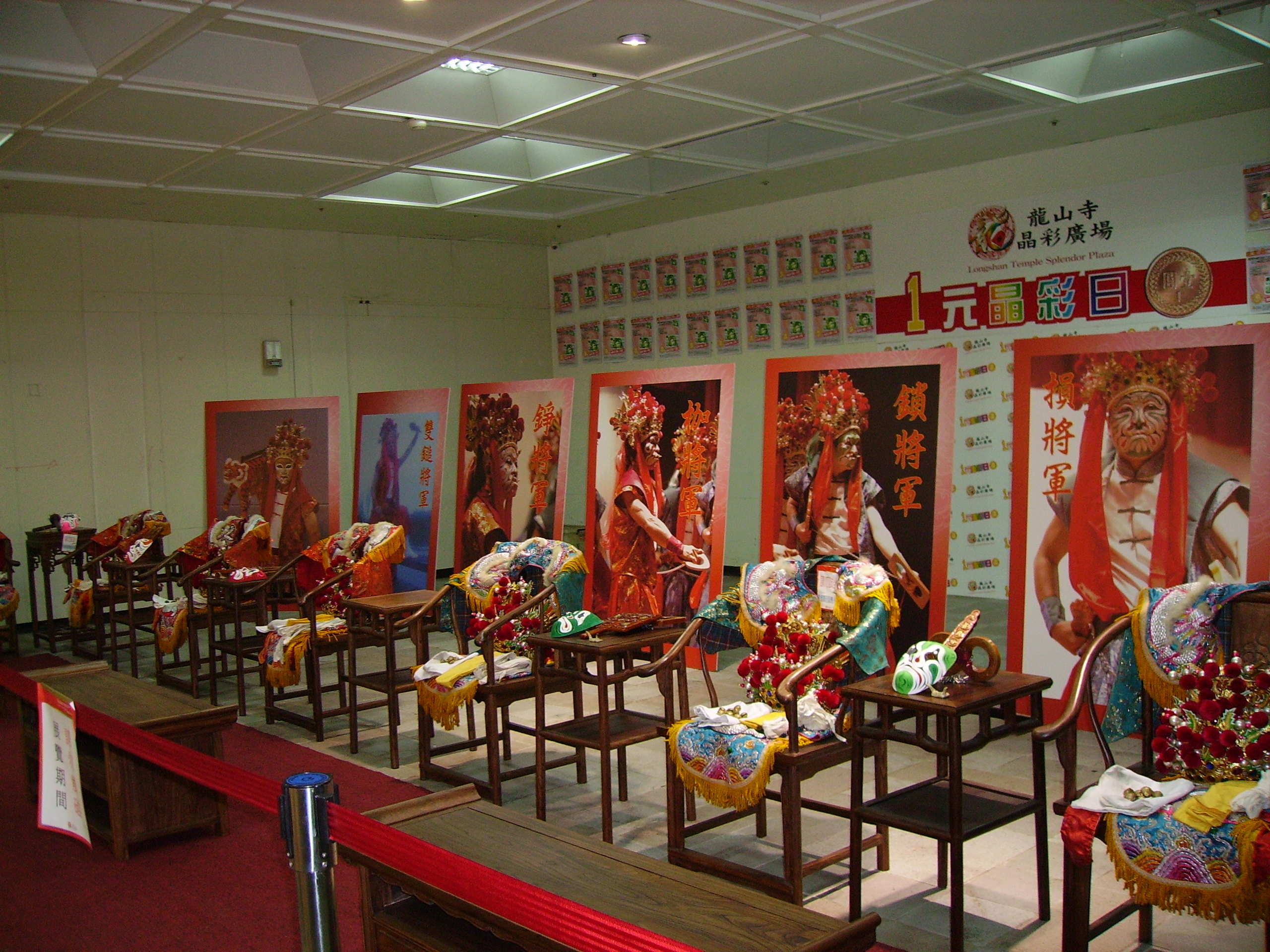
官將首 服裝與照片

官將首，是一種發源於臺灣新北市新莊地藏庵的本土民俗陣頭，由人扮演地藏王菩薩的護法增損將軍，在迎神活動中負責保護主神、押煞之職能。此陣頭，由新莊藝師黃秋水創立，經過周莊伯改進臉譜及儀式，三重藝師高景清改進身段、步法，而成為今日常見的陣頭。
官將首之主角增損二將軍為佛門護法，步伐陽剛，口中獠牙，兩鬢，常因一般媒體報導、民眾、學界、公家單位的習焉不察，而被誤認成什家將及八家將。

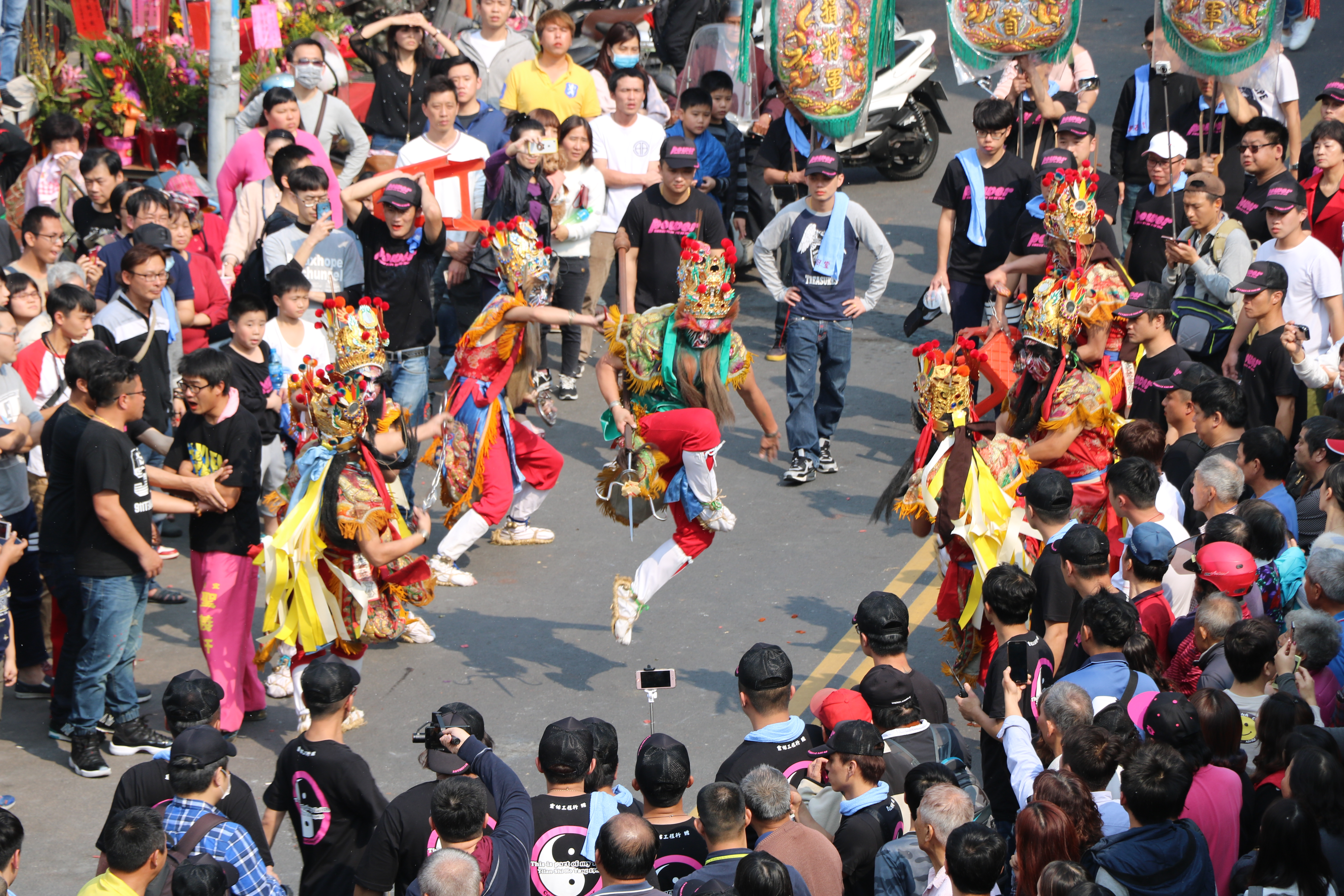
一組官將首在遶境中拜廟

## 沿革
在臺灣，祭典時還願的信徒自稱「香燈腳」（隨著神靈繞境的信徒）、或化妝成各式差役，稱「將腳」，隨著神轎走路，保衛主神及為神明服務。
臺灣新北市新莊地區會於每年農曆四月三十日、五月一日舉行新莊大拜拜—「新莊地藏庵文武大眾老爺繞境」，並約於日治大正元年（1912年）左右開始組織陣頭，由兩人分別扮演大眾爺之紅面、綠面先鋒官，俗稱為官將頭，因為其是諸官將之首，又稱官將首）。請令領隊出軍，其餘人扮演士兵（將腳）護持主神神轎，以達熱鬧、鎮煞之功能。此時陣頭稱為「八將腳」或「香腳」，由信徒自發還願扮演，故無固定組織，也缺乏相關儀式日後創始官將首的黃秋水則於大正十四年（1925年）開始擔任綠臉的官將頭。
民國34年（1945年）時黃秋水擔任地藏庵北管子弟團「俊賢堂」的負責人，並與籍貫湖南的70軍政戰主任周莊伯少將討論官將陣法，將先鋒官身分提升為地藏王菩薩的護法「增損將軍」，並提供增損將軍的臉譜、符籙、陣勢、象徵點將閱兵的「喊班」儀式等資訊給黃秋水及其子黃觀銘，周莊伯將軍還贈予黃家父子兩面錦旗，一寫「增」字，一寫「損」字。父子經過數年練習捨棄八家將之陣法，於民國38年（1949年）成立官將首團體，由黃秋水扮演損將軍，黃觀銘扮演增將軍。
最初陣頭是由黃秋水與其子黃觀銘分別扮演損、增二將軍，但一年後，民國39年（1950年）因雙人難以變化陣勢，在請示地藏王菩薩神諭之後，又加入一位增將軍，由黃秋水的另一位兒子扮演。民國82年（1993年）下庄路線官將首團又加入虎爺（象徵虎頭鍘）與白鶴童子（引路童子），形成五人的官將首團，不過傳統儀式如「喊班」仍是由三位將軍參與。甚至有加入謝范將軍、班杯、釘板讓陣容達到七人以上者，新莊中港厝官將首團也有出現過九將編制的情形。
民國73年（1984年）起，三重臺疆城隍廟高景清因還願而擔任新莊下庄路線（中港厝、頭前庄）的官將頭。由於高景清具有傳統戲劇底子，且為道教、法教兼修的法師，他將亂彈的表演方式、道教科儀等應用於官將首的儀式、步伐、姿勢與身段架勢（俗稱「觀目」）。他也是首位卸任後於其他地區教授官將首的人，將此技藝傳至北部各地。並且過往（民國68年以前）官將首臉譜以「新莊地藏庵新莊街官將首團」的創始單色系臉譜彩繪風格及技法，高景清商請三重市寺廟彩繪師傅許連成以及精通京劇臉譜彩繪師「毛結師」來彩繪官將首臉譜，融合了原本創始單色系臉譜，形成更具威嚴的官將首臉譜，成為官將首的重要臉譜譜樣。
民國84年（1995年）由於三重冠友官將首團於台北縣「中元普度祭－宗教藝街節」表演造成官將首之熱潮，間接使官將首團體大量成立。

## 增損將軍來歷
增損二將軍在和神明相關的經典來歷內不可考，在起源的新莊地藏庵存有短篇文獻記載，傳說為危害人間的妖魔，被地藏王菩薩懾服後，成為護法。

## 臉譜、服裝、禁忌
官將首之臉譜底色主要有青（三叉）、紅（火籤）、藍（虎牌）三種，額頭、鼻子、下巴會塗上金色，人稱「三點金」。手中持著虎牌、三叉戟、手銬、火籤等古代刑具、兵器，身上掛有象徵平安的鹹光餅，出陣之前三天必須齋戒、不近女色。新莊地藏庵文武大眾爺繞境中，仍保特傳統的請神開光與獨有「喊班」儀式，所謂的「喊班」即是出軍前三進三出的點將閱兵儀式，並在請神後會在頭盔上插線香，表示已開光，在繞境期間會持續由法師續香。

## 相關作品
2015年臺灣小說作家宴平樂著作小說《官將賞善罰惡》
2019年台灣獨立遊戲團隊padendon製作PC遊戲《Pa Gui打鬼》

## 派系
- 新莊派：「老派」、「大廟派」，根據地為新莊地藏庵，步法較為柔和，是官將首創始之廟。代表藝師為黃秋水。
- 石牌派：俗稱「志成派」，由新莊大眾廟的藝師「志成」傳入石牌，流傳於士林、北投一帶。由於動作激烈，被年輕人稱為「激動派」。代表藝師為「志成」。
- 艋舺派：艋舺派俗稱「臺疆衍派」，由「三重臺疆城隍廟」高景清先生（阿清師）發跡，將此將藝傳入艋舺 由藝師林新發先生（憨師）發揚，1984年並將此技藝發揚推展在艋舺清水祖師廟附設的音樂軒社「艋舺蓮英社」，成立「艋舺祖師廟口蓮英社八將團暨官將首」之後又成立「艋舺武英殿」隨之將蓮英社附屬在武英殿編制內。在當時的臉譜，都是由磨角師與許連成兩位大師畫臉創新而成。